# Comunitat de comunes de l'Alsace Bossue
La Comunitat de comunes de l'Alsace Bossue (oficialment: Communauté de communes de l'Alsace Bossue) és una Comunitat de comunes del departament del Baix Rin, a la regió del Gran Est.
Creada al 2017, està formada 45 municipis i la seu es troba a Sarre-Union.

## Municipis
1. Adamswiller
2. Altwiller
3. Asswiller
4. Baerendorf
5. Berg
6. Bettwiller
7. Bissert
8. Burbach
9. Bust
10. Butten
11. Dehlingen
12. Diedendorf
13. Diemeringen
14. Domfessel
15. Drulingen
16. Durstel
17. Eschwiller
18. Eywiller
19. Gœrlingen
20. Gungwiller
21. Harskirchen
22. Herbitzheim
23. Hinsingen
24. Hirschland
25. Keskastel
26. Kirrberg
27. Lorentzen
28. Mackwiller
29. Oermingen
30. Ottwiller
31. Ratzwiller
32. Rauwiller
33. Rexingen
34. Rimsdorf
35. Sarre-Union
36. Sarrewerden
37. Schopperten
38. Siewiller
39. Thal-Drulingen
40. Vœllerdingen
41. Volksberg
42. Waldhambach
43. Weislingen
44. Weyer
45. Wolfskirchen